# Carnaval de Guamote

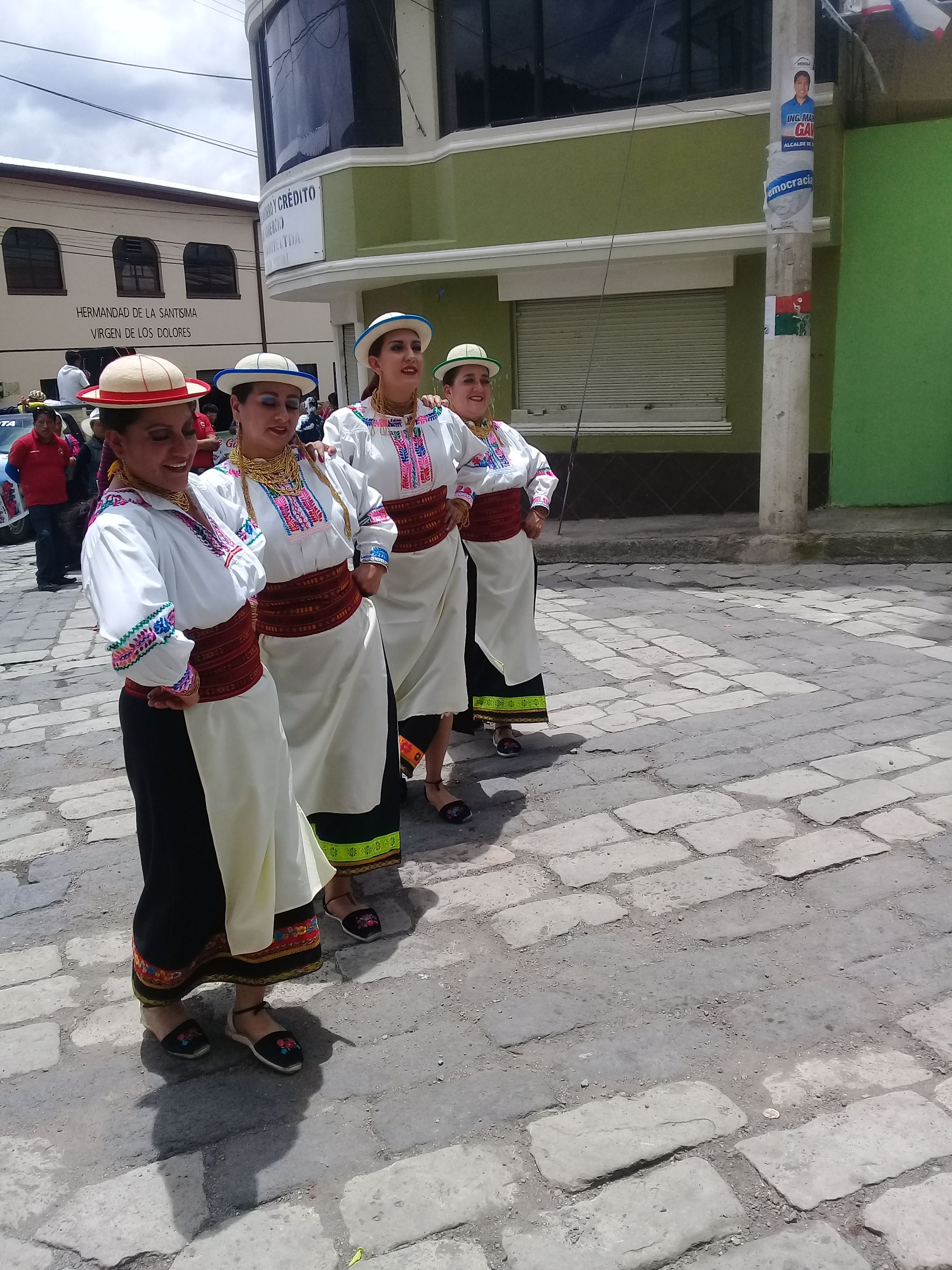
Comparsa en Guamote

El carnaval de Guamote es una fiesta folclórica tradicional de este cantón ecuatoriano, reconocida como Patrimonio Cultural Intangible del Ecuador. El cantón Guamote se encuentra en la provincia del Chimborazo, a una hora de su capital Riobamba, con una población de 45.000 habitantes. Las fiestas de carnaval o Pawkar Reymi (pawkar, significa florecimiento y reym fiesta, en la lengua de pueblo Kichwa) se celebran en la cabecera cantonal y sus comunidades.

## Tradiciones
La persona más importante en estas fiestas es el rey del carnaval, vestido con una capa y montado en un caballo, al igual que sus embajadores que portan banderas. Desde el año 1940, en esta fiesta se venera a San Carlos. El rey recibe en su casa cuyes, chancho, frutas, bebidas, etc. Es una costumbre que los reyes y embajadores elaboren con estos productos comidas típicas de carnaval como papas con cuy, mote con fritada, chicha de jora hecha de maíz y el cuy uchú (ají de cuy). Estos platos se reparten entre la gente que asiste al carnaval. 
También se mantiene la tradición de realizar la pampa mesa, comida en común regada en una larga sábana sobre una mesa o en el suelo que ofrece el rey el patio de su casa a los visitantes de su comunidad. Otra costumbre es cantar coplas una forma de saludo a las personas mayores. También se cantan contrapuntos, una especie de batalla de coplas humorísticas entre hombres y mujeres, acompañados por coloridas comparsas.
También algunos hombres se visten de mujeres (warmi tukushkas) y el resto de personas llevan sus juchas (ofrendas o regalos) para el dueño de la fiesta. Durante la semana se celebran corridas de toros, juegos tradicionales como gallos, entre otros. La fiesta de carnaval dura ocho días, comienza el sábado y termina el siguiente sábado con el entierro de carnaval.

## El entierro
El entierro de carnaval simboliza que una persona fallece. Por esta razón se construyen un ataúd de madera y dentro de la caja se ponen las sobras de la comida, huesos de animales, licores y una persona se disfraza de viuda y todos acompañan al entierro del carnaval.